# Staphylaea staphylaea
Staphylaea staphylaea – gatunek porcelanki. Osiąga od 7 do 28 mm, „typowy” osobnik mierzy około 20 mm. Mniej pospolity gatunek porcelanki posiadający kilka podgatunków:
- Staphylaea staphylaea consobrina – nieco mniejsza od S. staphylaea, występująca w Australii i Polinezji;
  - Staphylaea staphylaea consobrina var. descripta – odmiana podgatunku consobrina, występująca jedynie w wodach okalających australijski stan Queensland;
- Staphylaea staphylaea laevigata – jest mniejsza od S. staphylaea, zasiedliła zachodnie obszary Oceanu Indyjskiego; na obszarach swojego występowania, ze względu na fioletowe zabarwienie, otrzymała przydomek „gładkiego winogrona”.

## Występowanie
Staphylaea staphylaea zasiedla obszary zachodniego i centralnego Indo-Pacyfiku (podgatunki występują w australijskich wodach) oraz Morze Czerwone.